# Španie Pole
Španie Pole (hongrois : Gömörispánmező) est un village de Slovaquie situé dans la région de Banská Bystrica.

## Histoire
La première mention écrite du village date de 1301.

## Démographie

### Évolution de la population
| Année:               | 1994. | 2004.    | 2014.   | 2024.    |
| -------------------- | ----- | -------- | ------- | -------- |
| Nombre de personnes: | 107   | 87       | 83      | 72       |
| Différence:          |       | -18,69 % | -4,59 % | -13,25 % |

| Année:               | 2023. | 2024.   |
| -------------------- | ----- | ------- |
| Nombre de personnes: | 76    | 72      |
| Différence:          |       | -5,26 % |